# British Home Championship 1921/22
De British Home Championship van 1921/22 was de 34e editie van de British Home Championship. Het toernooi werd gehouden van 23 oktober 1921 tot en met 11 april 1922. Schotland werd kampioen.

## Eindstand
| Team      | Gsp | W | G | V | DV | DT | DS | Ptn |
| --------- | --- | - | - | - | -- | -- | -- | --- |
| Schotland | 3   | 2 | 0 | 1 | 4  | 3  | +1 | 4   |
| Engeland  | 3   | 1 | 1 | 1 | 2  | 2  | 0  | 3   |
| Wales     | 3   | 1 | 1 | 1 | 3  | 3  | 0  | 3   |
| Ierland   | 3   | 0 | 2 | 1 | 3  | 4  | –1 | 2   |

## Wedstrijden
|                                                    |                     |       |                  |                                                                               |
| 22 oktober 1921 «onderlinge duels» 15:00 uur (UTC) | Ierland             | 1 – 1 | Engeland         | Windsor Park, Belfast Toeschouwers: 30.000 Scheidsrechter: Alex Jackson (SCO) |
| 22 oktober 1921 «onderlinge duels» 15:00 uur (UTC) | Billy Gillespie 28' |       | 33' Billy Kirton | Windsor Park, Belfast Toeschouwers: 30.000 Scheidsrechter: Alex Jackson (SCO) |

|                                    |                               |       |                     |                                                                                  |
| 4 februari 1922 «onderlinge duels» | Wales                         | 2 – 1 | Schotland           | Racecourse Ground, Wrexham Toeschouwers: 7.000 Scheidsrechter: Arthur Ward (ENG) |
| 4 februari 1922 «onderlinge duels» | Len Davies 7' Stan Davies 25' |       | 65' Sandy Archibald | Racecourse Ground, Wrexham Toeschouwers: 7.000 Scheidsrechter: Arthur Ward (ENG) |

|                                 |                      |       |                     |                                                                             |
| 4 maart 1922 «onderlinge duels» | Schotland            | 2 – 1 | Ierland             | Celtic Park, Glasgow Toeschouwers: 25.000 Scheidsrechter: Arthur Ward (ENG) |
| 4 maart 1922 «onderlinge duels» | Andy Wilson 62', 83' |       | 43' Billy Gillespie | Celtic Park, Glasgow Toeschouwers: 25.000 Scheidsrechter: Arthur Ward (ENG) |

|                                  |              |       |       |                                                                           |
| 13 maart 1922 «onderlinge duels» | Engeland     | 1 – 0 | Wales | Anfield, Liverpool Toeschouwers: 35.000 Scheidsrechter: Joe Forshaw (ENG) |
| 13 maart 1922 «onderlinge duels» | Bob Kelly 3' |       |       | Anfield, Liverpool Toeschouwers: 35.000 Scheidsrechter: Joe Forshaw (ENG) |

|                                                   |                    |       |                |                                                                              |
| 1 april 1922 «onderlinge duels» 15:00 uur (UTC+1) | Ierland            | 1 – 1 | Wales          | Windsor Park, Belfast Toeschouwers: 20.000 Scheidsrechter: Arthur Ward (ENG) |
| 1 april 1922 «onderlinge duels» 15:00 uur (UTC+1) | Billy Gillespie 7' |       | 87' Len Davies | Windsor Park, Belfast Toeschouwers: 20.000 Scheidsrechter: Arthur Ward (ENG) |

|                                                   |          |                 |           |                                                                               |
| 8 april 1922 «onderlinge duels» 15:00 uur (UTC+1) | Engeland | 0 – 1           | Schotland | Villa Park, Birmingham Toeschouwers: 33.646 Scheidsrechter: Tom Dougray (SCO) |
| 8 april 1922 «onderlinge duels» 15:00 uur (UTC+1) |          | 62' Andy Wilson |           | Villa Park, Birmingham Toeschouwers: 33.646 Scheidsrechter: Tom Dougray (SCO) |